# Neptuno (planeta)
Neptuno es el octavo planeta en distancia respecto al Sol y el más lejano del sistema solar. Forma parte de los denominados planetas exteriores, y dentro de estos, es uno de los gigantes helados y es el primero que fue descubierto gracias a predicciones matemáticas. Debe nombre al dios romano del mar, Neptuno y es el cuarto planeta en diámetro y el tercero más grande en masa. Su masa es diecisiete veces la de la Tierra y ligeramente mayor que la de su planeta «gemelo» Urano, que tiene quince masas terrestres y no es tan denso. En promedio, Neptuno orbita el Sol a una distancia de 30.1 ua. Su símbolo astronómico es ♆, una versión estilizada del tridente del dios Neptuno.
Tras el descubrimiento de Urano, se observó que las órbitas de Urano, Saturno y Júpiter no se comportaban tal como predecían las leyes de Kepler y de Newton. Adams y Le Verrier, de forma independiente, calcularon la posición de un hipotético planeta, Neptuno, que finalmente fue encontrado por Johann Galle, el 23 de septiembre de 1846, a menos de un grado de la posición calculada por Le Verrier. Más tarde se advirtió que Galileo ya había observado Neptuno en 1612, pero lo había confundido con una estrella.
Neptuno es un planeta dinámico, con manchas que recuerdan las tempestades de Júpiter. La más grande, la Gran Mancha Oscura, tenía un tamaño similar al de la Tierra, pero en 1994 desapareció y se ha formado otra. Los vientos más fuertes de cualquier planeta del sistema solar se encuentran en Neptuno.
Neptuno tiene una composición bastante similar a la del planeta Urano, y ambos tienen composiciones que difieren mucho de los demás gigantes gaseosos, Júpiter y Saturno. La atmósfera de Neptuno, como las de Júpiter y de Saturno, se compone principalmente de hidrógeno y helio, junto con vestigios de hidrocarburos y posiblemente nitrógeno. Contiene una mayor proporción de hielos, tales como agua (H
2O), amoníaco (NH
3) y metano (CH
4). Los científicos muchas veces categorizan Urano y Neptuno como  los gigantes helados para enfatizar la distinción entre estos y los gigantes de gas Júpiter y Saturno. El interior de Neptuno, como el de Urano, está compuesto principalmente de hielos y roca. Los rastros de metano en las regiones periféricas exteriores contribuyen a darle el aspecto azul vívido que tiene este planeta.

## Historia

### Descubrimiento

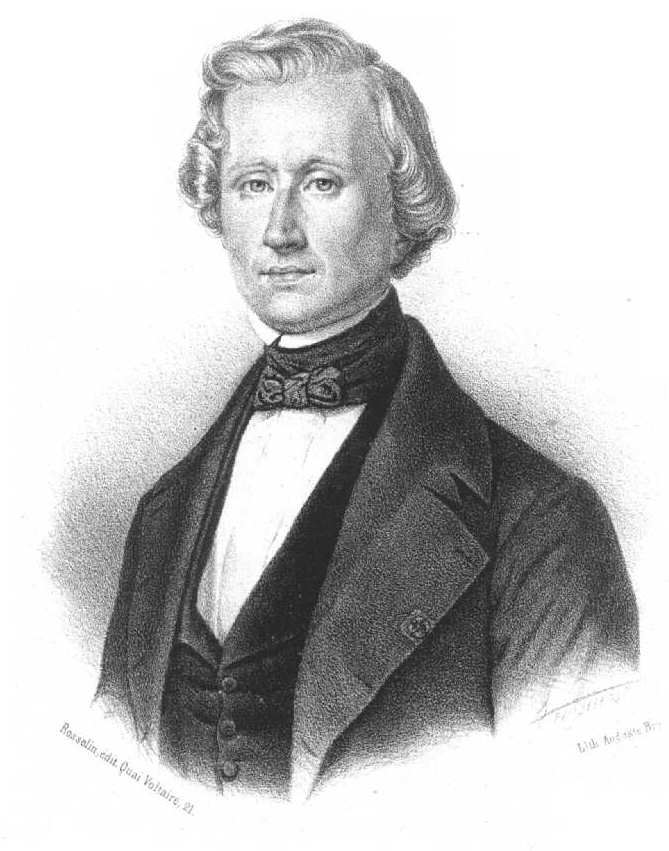
Urbain Le Verrier

Los dibujos de Galileo muestran que el planeta Neptuno fue observado por primera vez el 28 de diciembre de 1612, y nuevamente el 27 de enero de 1613; en ambas ocasiones, Galileo confundió Neptuno con una estrella cercana a Júpiter en el cielo nocturno.
En 1821, Alexis Bouvard publicó en sus tablas astronómicas la órbita de Urano. Las observaciones revelaron perturbaciones sustanciales, que llevaron a Bouvard a lanzar la hipótesis de que la órbita de Urano debía estar siendo perturbada por algún otro cuerpo. En 1843, John Couch Adams calculó la órbita de un octavo planeta en función de las anomalías observadas en la órbita de Urano. Envió sus cálculos a sir George Airy, el Astrónomo Real, quien pidió más información. Adams comenzó a redactar una respuesta, pero nunca llegó a enviarla. Urbain Le Verrier, el matemático codescubridor de Neptuno, en 1846, independientemente de Adams, publicó sus propios cálculos. En el mismo año, John Herschel comenzó a abogar por el enfoque matemático y persuadió a James Challis para buscar el planeta propuesto por Le Verrier. Después de muchas dilaciones, Challis empezó su búsqueda, reacio, en julio de 1846. Sin embargo, en el ínterin, Le Verrier había convencido a Johann Gottfried Galle para buscar el planeta. Neptuno fue descubierto esa misma noche, el 23 de septiembre de 1846, donde Le Verrier había predicho que se encontraría. Challis más tarde se dio cuenta de que había observado previamente el planeta dos veces en agosto, sin advertirlo.
A raíz del descubrimiento, hubo mucha rivalidad nacionalista entre los franceses y los británicos sobre quién tenía prioridad y merecía crédito por el descubrimiento. Finalmente surgió un consenso internacional sobre que tanto Le Verrier como Adams conjuntamente lo merecían. Sin embargo, la cuestión está siendo revaluada por los historiadores con el redescubrimiento, en 1998, de los Documentos de Neptuno (documentos históricos del Observatorio Real de Greenwich), que al parecer habían sido objeto de apropiación indebida por el astrónomo Olin Eggen durante casi tres décadas y solo redescubiertos inmediatamente después de su muerte. Después de la revisión de los documentos, algunos historiadores indican que Adams no merece crédito en igualdad con Le Verrier.

### Nombre
Poco después de su descubrimiento, Neptuno fue llamado, simplemente, «el planeta que le sigue a Urano» o «el planeta de Le Verrier». La primera sugerencia de un nombre provenía de Galle, quien propuso el nombre de Janus. En Inglaterra, Challis presentó el nombre de Océano. En Francia, Le Verrier propuso que el nuevo planeta se llamara Le Verrier, una sugerencia que no fue bien recibida fuera de Francia.
Mientras tanto, en ocasiones separadas e independientes, Adams propuso cambiar el nombre de Urano por el de Georgia, mientras que Le Verrier sugirió Neptuno para el nuevo planeta. Struve salió en favor de ese nombre el 29 de diciembre de 1846, en la Academia de Ciencias de San Petersburgo. En la mitología romana, Neptuno era el dios del mar, identificado con el griego Poseidón. La demanda de un nombre mitológico parecía estar en consonancia con la nomenclatura de los otros planetas, los cuales todos recibieron nombres de deidades romanas.
El nombre del planeta se traduce literalmente como estrella del rey del mar en chino, coreano, japonés y vietnamita (海王星 en caracteres chinos, 해왕성 en coreano).
En la India, el nombre que se da al planeta es Varuna (devanagari: वरुण), el dios del mar en la mitología hindú/védica, el equivalente de Poseidón/Neptuno en la mitología grecorromana.

### Estatus
Desde su descubrimiento hasta 1930, Neptuno fue el planeta conocido más lejano. Con el descubrimiento de Plutón en 1930, Neptuno se convirtió en el penúltimo planeta, salvo durante 20 años entre 1979 y 1999 cuando Plutón cayó dentro de su órbita. No obstante, el descubrimiento del cinturón de Kuiper en 1992 llevó a muchos astrónomos a debatir si Plutón debía considerarse un planeta en su propio derecho o parte de la estructura más grande del cinturón. En 2006, la Unión Astronómica Internacional definió la palabra planeta por primera vez, reclasificando a Plutón como un «planeta enano» y haciendo de nuevo a Neptuno el último de los planetas del sistema solar.

### Primer año de Neptuno
El 12 de julio de 2011, al cabo de casi 165 años terrestres, Neptuno alcanzó a finalizar su primera órbita completa alrededor del Sol desde su descubrimiento en 1846, en lo que constituye un año en términos de su propia traslación. La próxima vez que Neptuno complete otra órbita alrededor del Sol será en el año 2176.

## Características físicas

### Composición y estructura interna

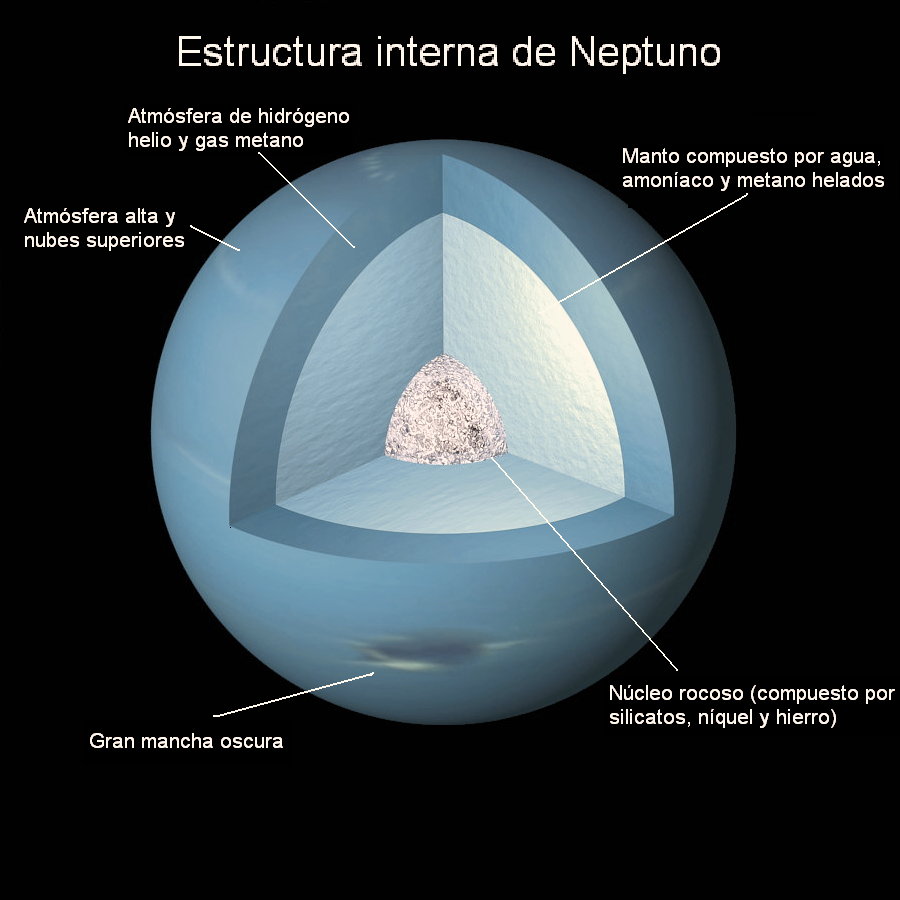
Estructura interna de Neptuno

La estructura interna de Neptuno se parece a la de Urano: un núcleo rocoso cubierto por una costra helada, oculto bajo una atmósfera gruesa y espesa. Los dos tercios interiores de Neptuno se componen de una mezcla de roca fundida, agua, amoníaco líquido y metano. El tercio exterior es una mezcla de gas caliente compuesto de hidrógeno, helio, agua y metano.
Al igual que Urano y a diferencia de Júpiter y de Saturno, la composición de la estructura interna de Neptuno se cree que está formada por capas distintas. La capa superior está formada por nubes de hidrógeno, helio y metano, que se transforman de gas en hielo a medida que aumenta la profundidad. El manto rodea un núcleo compacto de roca y hielo.
Su atmósfera comprende aproximadamente 5 % a 10 % de su masa y probablemente se extiende entre la superficie del planeta hacia profundidades correspondientes a entre 10 % y 20 % de la distancia hacia el núcleo. A esas profundidades, la atmósfera alcanza presiones de aproximadamente 10 GPa, o alrededor de 100 000 veces mayor que la de la atmósfera de la Tierra. Las concentraciones de metano, amoníaco y agua son crecientes desde las regiones exteriores hacia las regiones inferiores de la atmósfera.
Este manto que rodea al núcleo rocoso de Neptuno, es una región extremadamente densa y caliente, se cree que en su interior pueden llegar a alcanzarse temperaturas de 1700 °C a 4700 °C. Se trata de un fluido de gran conductividad eléctrica es una especie de océano de agua y amoníaco.
A 7000 km de profundidad, las condiciones generan la descomposición del metano en cristales de diamante que se precipitan en dirección al núcleo.

### Atmósfera

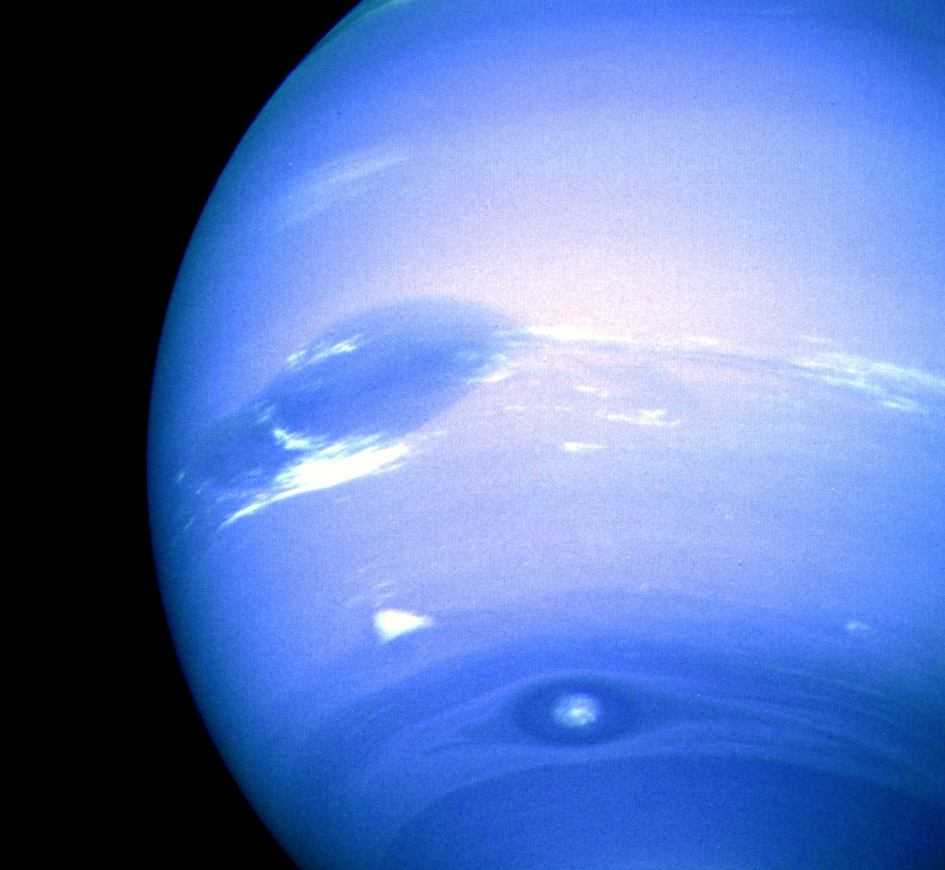
Tormenta en Neptuno, con contraste exagerado.

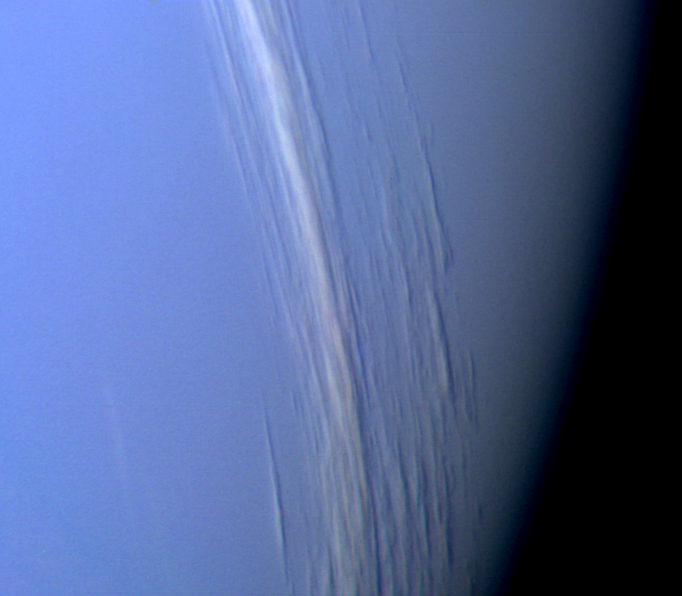
Bandas de nubes de gran altitud proyectando sombras en la capa baja de nubes de Neptuno. El color se exagera para mostrar las nubes con mayor claridad.

Al orbitar tan lejos del Sol, Neptuno recibe muy poco calor. Su temperatura en la superficie es de −218 °C (55 K). Sin embargo, el planeta parece tener una fuente interna de calor. Se piensa que puede ser un remanente del calor producido por la concreción de materia durante la creación del mismo, que ahora irradia calor lentamente hacia el espacio. Esta fuente de calor interno produce potentísimos sistemas climáticos en torno al planeta, como la Gran Mancha Oscura que la sonda Voyager 2 descubrió a su paso por el sistema de Neptuno en 1989.
Otra de las teorías apunta a que en las profundidades de Neptuno se dan las condiciones idóneas para que los átomos de carbono se combinen en cristales, liberando calor en el proceso. Esta hipótesis plantea pues la posibilidad de que en Neptuno lluevan literalmente los diamantes.
Se pensaba que el color de Neptuno difería del de Urano debido a la cantidad de helio contenido en su atmósfera, que es ligeramente mayor, sin embargo, en 2023, un equipo de investigadores, usando observaciones del telescopio Gemini North, la Instalación del Telescopio Infrarrojo de la NASA y el Telescopio Espacial Hubble, han desarrollado un modelo atmosférico por el que muestran que una capa de neblina concentrada que existe en ambos planetas es más gruesa en Urano; la atmósfera de Neptuno agita de forma más eficaz las partículas de metano de su capa de neblina, eliminando mayor cantidad de esta, lo que hace que la capa de neblina de Neptuno sea más delgada que la de Urano. Así, el exceso de neblina en Urano acumulado en la atmósfera estancada del planeta le confiere un tono más claro que el de Neptuno.
La atmósfera de Neptuno tiene una estructura de bandas similar a la encontrada en los otros gigantes gaseosos. En este planeta se producen fenómenos como huracanes gigantes, con un diámetro igual al de la Tierra, y otras formaciones de nubes, incluyendo algunos extensos cirros, encima (50 km) de las nubes principales. De este modo Neptuno tiene un sistema de nubes muy activo, posiblemente más activo que el de Júpiter. La velocidad del viento en la atmósfera de Neptuno es de hasta 2000 km/h, siendo la mayor del sistema solar, y se cree que se alimentan del flujo de calor interno.
A grandes altitudes la atmósfera de Neptuno es el 80 % de hidrógeno y 19 % de helio. Una pequeña cantidad de metano también está presente. Hay prominentes bandas de absorción de metano en longitudes de onda superiores a 600 nm en la porción roja e infrarroja del espectro. Al igual que con Urano, esta absorción de la luz roja por el metano atmosférico es parte de lo que le da su color azul a Neptuno, aunque el azul vívido de Neptuno es diferente del color azul cian de Urano.

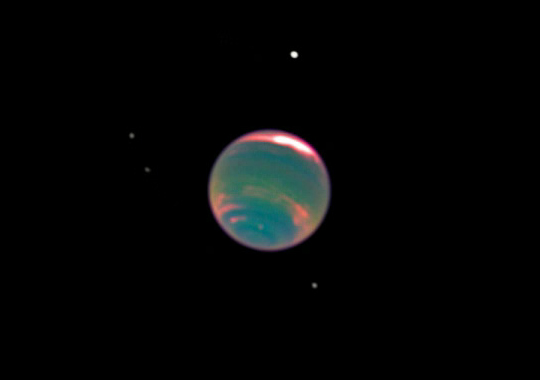
Imagen de Neptuno en infrarrojo cercano, mostrando bandas de metano en su atmósfera y cuatro de sus satélites, Proteo, Larisa, Galatea y Despina

La atmósfera de Neptuno se subdivide en dos regiones principales: la región inferior (troposfera), donde la temperatura disminuye con la altitud, y la región superior (estratosfera), donde la temperatura aumenta con la altitud. El límite entre las dos, la tropopausa neptuniana, se encuentra a una presión de 10 kilopascales (0.1 bares). La estratosfera luego da paso a la termosfera a una presión inferior, entre 1 y 10 Pa (10−5 a 10−4 microbares). Más arriba, la termosfera transiciona gradualmente a la exosfera.
Los modelos sugieren que la troposfera de Neptuno está dividida por nubes en bandas de diferentes composiciones en función de la altitud. Las nubes de nivel superior se encuentran a presiones por debajo de un bar, donde la temperatura es adecuada para el metano se condense. Para presiones de entre uno y cinco bares (100 y 500 kPa), se cree que se formen nubes de amoníaco y sulfuro de hidrógeno. Por encima de una presión de cinco bares, las nubes pueden consistir en amoníaco, sulfuro de amonio, sulfuro de hidrógeno y agua. Nubes más profundas de hielo de agua se creen encontrar a presiones de alrededor de 50 bares (5 MPa), donde la temperatura llega a 273 K (0 °C). Debajo, se cree que se encuentran nubes de amoníaco y sulfuro de hidrógeno.
Se han observado nubes de gran altitud en Neptuno que proyectan sus sombras en la capa opaca de nubes abajo. También hay bandas de nubes de gran altitud que envuelven alrededor del planeta en latitudes constantes. Estas bandas circunferenciales tienen anchuras de 50 a 150 km y están aproximadamente entre los 50 y 110 km por encima de la capa de nubes. Estas altitudes corresponden a la capa donde se producen los fenómenos meteorológicos y climáticos, en la troposfera. Estos fenómenos no se producen en mayores altitudes, que corresponden a la estratosfera y a la termosfera. Neptuno posee un manto helado de mayor tamaño que Urano.
Los espectros electromagnéticos de Neptuno sugieren que la baja estratosfera es brumosa debido a la condensación de productos de la fotólisis ultravioleta del metano, tales como el etano (C
2H
6) y el acetileno (C
2H
2). La estratosfera tiene también pequeñas cantidades de monóxido de carbono (CO) y cianuro de hidrógeno (HCN). La estratosfera de Neptuno es más caliente que la de Urano, debido a la elevada concentración de hidrocarburos. La abundancia de metano, etano y acetileno en el ecuador de Neptuno es entre 10 y 100 veces mayor que en los polos.
La termosfera del planeta tiene una temperatura anormalmente alta de alrededor de 750 K. El planeta está demasiado lejos del Sol para que este calor se genere por la radiación ultravioleta. Uno de los candidatos para un mecanismo de calentamiento es la interacción atmosférica con iones en el campo magnético del planeta. Otras explicaciones posibles para esta ocurrencia son ondas de gravedad desde el interior que se disipan en la atmósfera. La termosfera contiene vestigios de dióxido de carbono (CO
2) y agua, que pueden haber sido depositados a partir de fuentes externas, como los meteoritos o polvo cósmico.

### Magnetósfera
El campo magnético de Neptuno, como el de Urano, está bastante inclinado, 47° respecto al eje de rotación y desplazado al menos 0.55 radios (unos 13 500 km) del centro físico. Comparando los campos magnéticos de los planetas, los investigadores piensan que la extrema orientación podría ser característica de los flujos en el interior del planeta y no el resultado de la inclinación del propio planeta o de cualquier posible inversión de los campos en ambos planetas. Este campo puede ser generado por movimientos convectivos fluidos en una cáscara esférica delgada de líquidos conductores eléctricos (probablemente una combinación de amoníaco, metano y agua) que resulta en una acción de dinamo.
El dipolo del campo magnético, en el ecuador magnético de Neptuno, es de unos 14 microteslas (0.14 G). El momento dipolar magnético de Neptuno es aproximadamente 2.2 × 1017 T·m³ (14 μT·RN³, donde RN es el radio de Neptuno). El campo magnético de Neptuno tiene una geometría compleja, que incluye contribuciones relativamente grandes de componentes no dipolares, incluyendo un momento cuadrupolar que puede exceder la fuerza del momento dipolar. Por el contrario, la Tierra, Júpiter y Saturno solo tienen momentos cuadrupolares relativamente pequeños, y sus campos están menos inclinados con respecto al eje polar. El gran momento cuadrupolar de Neptuno puede ser el resultado del desplazamiento en relación con el centro del planeta y de las limitaciones geométricas del dinamo generador del campo magnético.
El arco de choque de Neptuno, donde la magnetósfera empieza a frenar el viento solar, se produce a una distancia de 34.9 veces el radio del planeta. La magnetopausa, donde la presión de la magnetósfera contrarresta el viento solar, se encuentra a una distancia de entre 23 y 26.5 veces el radio de Neptuno. La cola de la magnetosfera se extiende por lo menos hasta 72 radios de Neptuno, y probablemente mucho más lejos.

## Clima

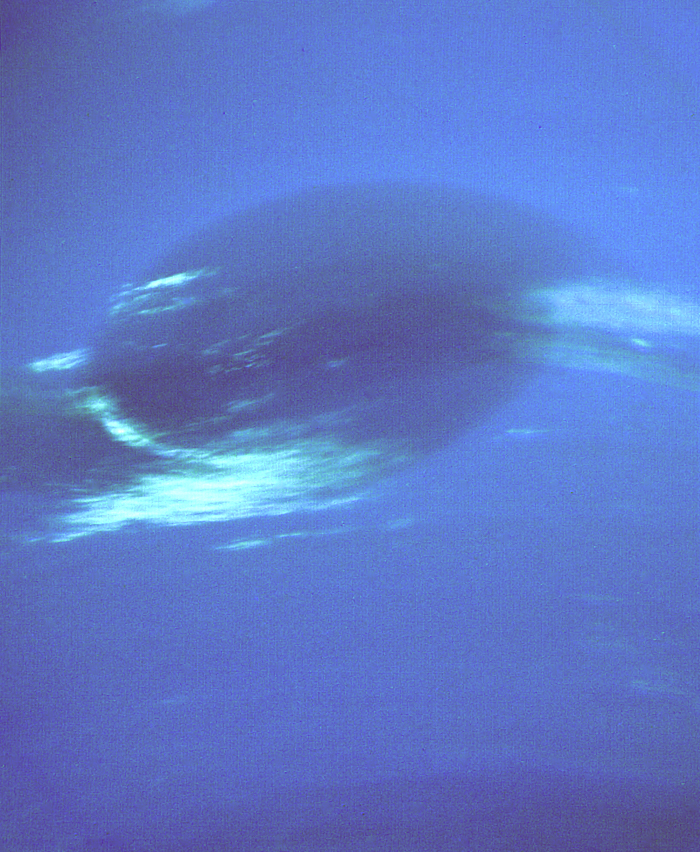
La Gran Mancha Oscura, tomada desde la sonda Voyager 2

La meteorología de Neptuno se caracteriza por sistemas de tormentas muy dinámicos, con vientos que alcanzan velocidades de casi 600 m/s (2200 km/h), casi llegando a velocidades de flujo supersónico. Más típicamente, mediante el seguimiento del movimiento de las nubes persistentes, se ha demostrado que las velocidades del viento varían de 20 m/s en la dirección este hasta 325 m/s hacia el oeste. En la parte superior de las nubes, la velocidad de los vientos predominantes oscila entre 400 m/s a lo largo del ecuador y 250 m/s en los polos. La mayoría de los vientos en Neptuno se mueve en una dirección opuesta a la rotación del planeta. El patrón general de vientos muestra una rotación adelante en latitudes altas contra la rotación regresiva en latitudes más bajas. Se piensa que la diferencia en la dirección de flujo se debe a un «efecto pelicular» y no se debe a ningún proceso atmosférico más profundo. A los 70° S de latitud, un chorro de alta velocidad viaja a una velocidad de 300 m/s.
Neptuno se diferencia de Urano en su nivel típico de la actividad meteorológica. Voyager 2 observó fenómenos meteorológicos en Neptuno durante su sobrevuelo en 1989, pero no observó fenómenos comparables en Urano durante su sobrevuelo en 1986.
En 2007, se descubrió que la troposfera superior del polo sur de Neptuno era aproximadamente 10 K más caliente que el resto del planeta, que tiene un promedio de aproximadamente 73 K (−200 °C). La diferencia de temperatura es suficiente para que el metano, que en otras partes se congela en la troposfera, escape a la estratosfera cerca del polo. Esta región más caliente se debe a la inclinación del eje de Neptuno, que ha expuesto el polo sur al Sol durante el último cuarto del año de Neptuno, o unos 40 años terrestres. Como Neptuno se mueve lentamente hacia el lado opuesto del Sol, el polo sur se oscurecerá y el polo norte se iluminará, haciendo que la liberación de metano cambie al polo norte.
Debido a los cambios estacionales, se ha observado que las bandas de nubes en el hemisferio sur de Neptuno aumentaron en tamaño y albedo. Esta tendencia se ha visto por primera vez en 1980 y se espera que dure hasta cerca de 2020. El largo periodo orbital hace que las estaciones en Neptuno duren cuarenta años.

## La exploración de Neptuno: el redescubrimiento

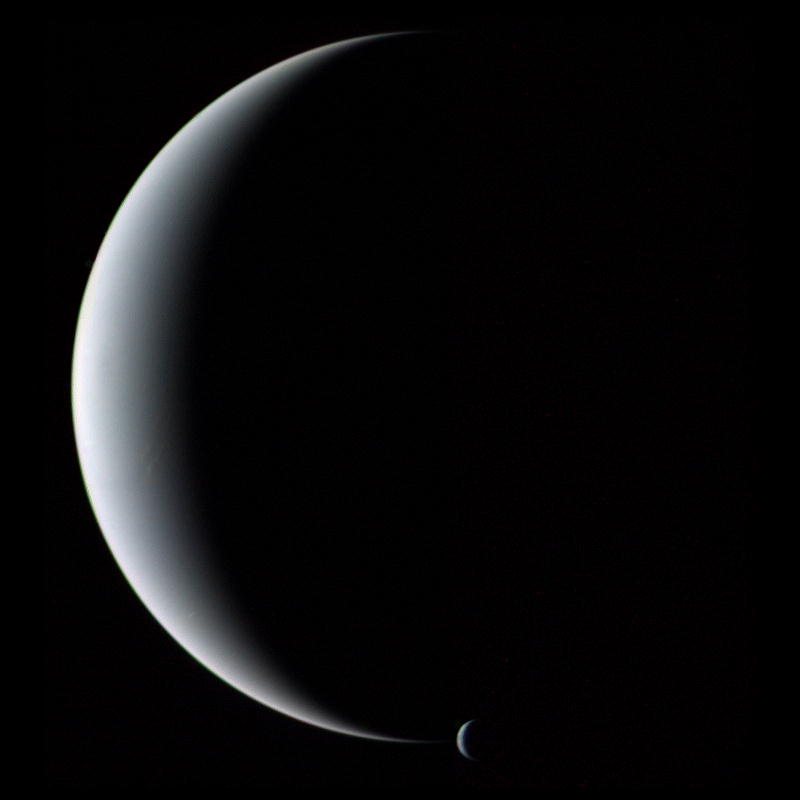
Imagen de Neptuno y Tritón tomada desde la Voyager 2

La nave Voyager 2 fue lanzada el 20 de agosto de 1977, 16 días antes que su gemela, la Voyager 1. La trayectoria que siguió fue más lenta que la de su compañera, para poder explorar no solamente Júpiter y Saturno, sino proseguir la misión hasta Urano e incluso Neptuno. Para poder alcanzar los cuatro planetas, el Voyager 2 requería un lanzamiento que le diera todo el empuje del que fuera capaz el cohete Titán III. Y mientras que el cohete que expulsó al Voyager 1 no logró un buen lanzamiento, el del Voyager 2 funcionó a la perfección. De haberse usado el primer cohete para el Voyager 2, la nave no habría llegado a Urano y Neptuno. Por fortuna el Voyager 2 tuvo el mejor cohete.
Al llegar Voyager 2 a Neptuno, el 25 de agosto de 1989 a las 3:56 hora de Greenwich, ciento cuarenta y tres años después de su descubrimiento, poco sabíamos acerca de este planeta. El más lejano de los cuatro «planetas gigantes» está treinta veces más alejado del Sol que la Tierra y tarda 165 años en darle una vuelta al Sol. Su diámetro es unas cuatro veces más grande que el de nuestro planeta. Se le conocían dos satélites, entre ellos Tritón, uno de los objetos más interesantes del sistema solar, y se sospechaba que podría tener anillos. Los datos recabados en unas cuantas horas por el Voyager 2 nos dieron más información que cerca de un siglo y medio de observaciones astronómicas desde la Tierra.
Para sorpresa de los científicos, el Voyager 2 reveló una gran mancha oscura, similar a la mancha roja de Júpiter. Se trata de un gigantesco huracán con vientos de dos mil kilómetros por hora, los más violentos en nuestro sistema solar. En la Tierra la energía que produce los vientos es suministrada por el Sol. En el caso de Neptuno, actualmente el planeta más alejado del Sol, la temperatura en la parte superior de la capa de nubes es de −210 °C, por lo que la energía solar es insuficiente para dar lugar a los vientos observados por el Voyager 2. Al parecer el planeta sigue el proceso de contracción a partir del cual se formó, proceso que proporciona la energía suficiente para generar estos poderosos vientos. Sin embargo, la estructura general de los vientos en Neptuno no ha podido ser comprendida por los científicos.
Algunas observaciones desde la Tierra habían proporcionado evidencia de anillos alrededor de Neptuno. Esta evidencia no era concluyente, ya que parecía que más que anillos se trataba de pedazos de anillos, como delgados arcos de materia girando alrededor de Neptuno. Voyager 2 encontró cuatro anillos completos, dos de ellos delgados y los otros dos anchos. Los anillos delgados se hallan cerca de la órbita de dos satélites que se cree son responsables de su estabilidad, y por ello se les denomina «lunas pastoras». Los dos anillos más anchos están formados por material sumamente opaco que refleja aproximadamente un diez milésimo de la luz que incide sobre ellos, haciendo imposible su detección desde la Tierra. La justificación en que los anillos contienen una gran cantidad de polvo, solo puede explicarse si en la vecindad de Neptuno se albergara una importante cantidad de meteoritos, mayor que en las zonas más internas del sistema solar.
Durante más de un siglo solo se conoció una luna de Neptuno, llamada Tritón. En 1949 Gerard Kuiper descubrió un segundo satélite, Nereida, el cual gira muy alejado del planeta. Como sucedió en los encuentros anteriores de las naves Voyager con otros planetas, Neptuno tenía más satélites «escondidos». Voyager 2 descubrió seis nuevos satélites, entre ellos Despina y Galatea, las dos lunas pastoras mencionadas anteriormente. Proteus, el mayor de los «nuevos satélites», tiene una superficie completamente cubierta de cráteres, el mayor de ellos con un tamaño de casi la mitad del de Proteus mismo. A pesar de estos hallazgos, Tritón, la luna mayor de Neptuno, y la que se conoce desde hace más de un siglo, sigue siendo la más interesante. Tritón es un objeto único en el sistema solar que bien merece un relato aparte.

## Satélites de Neptuno

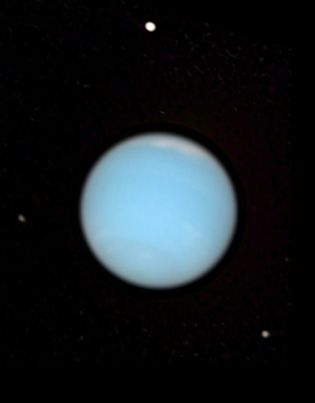
Imagen de telescopio de Neptuno y sus satélites

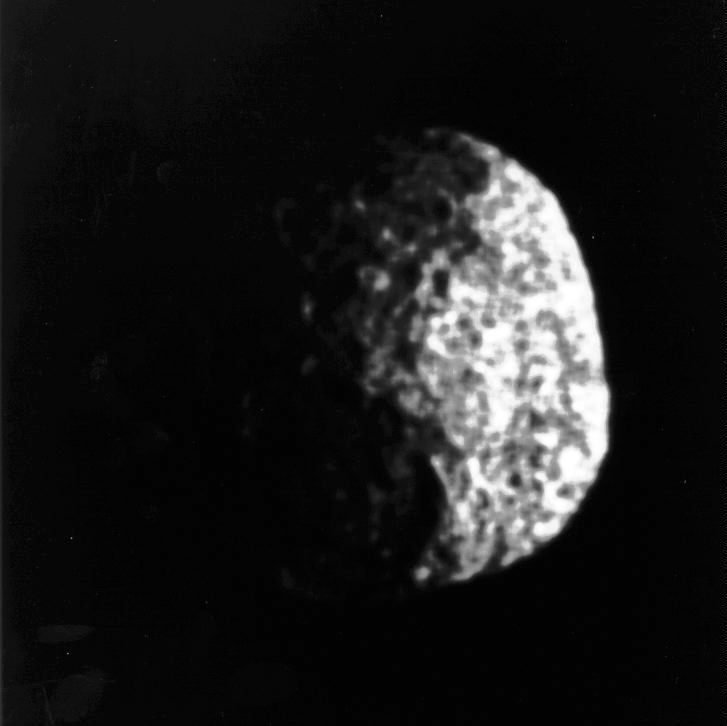
Proteo

En la actualidad, se conocen dieciséis satélites de Neptuno. El mayor de ellos es Tritón, que posee más del 99.5 % de la masa en órbita alrededor de Neptuno en sus 2700 km de diámetro. Se destaca, no solo por su gran tamaño, sino también por poseer una órbita retrógrada, algo excepcional dentro de los grandes satélites. En su superficie se han encontrado géiseres de nitrógeno. Posee forma esférica, mientras los demás satélites de Neptuno tienen una forma irregular.
Tritón es considerado un objeto del Cinturón de Kuiper capturado por la gravedad de Neptuno. Por su tamaño y aspecto debe ser muy parecido a Plutón, hoy reclasificado como un planeta enano, el cual también es un objeto del Cinturón de Kuiper. Nereida, con 340 km de diámetro, tiene la órbita más excéntrica de todos los satélites del sistema solar, su distancia a Neptuno varía entre 1 353 600 y 9 623 700 kilómetros.
Antes de la llegada de la sonda espacial Voyager 2 en 1989, solamente se conocían estos dos satélites gracias a las observaciones desde la Tierra: Tritón y Nereida. El Voyager 2 descubrió otros seis más: Náyade, Talasa, Despina, Galatea, Larisa y Proteo. Estos seis satélites son los más próximos al planeta y poseen una órbita más interior que la de Tritón. La mayoría de los satélites descubiertos miden menos de 200 km de diámetro y podrían ser restos de la luna anterior que fue destruida o desintegrada durante la captura de Tritón. Proteo es el de mayor tamaño con 400 km de diámetro.
Después de eso, se han descubierto cinco pequeños satélites más (mediante sondeos telescópicos) entre 2002 y 2003, situadas en órbitas lejanas al planeta, las cuales han recibido los nombres de Halímedes, Sao, Laomedeia, Psámate y Neso. Todas ellas poseen órbitas con elevada inclinación y tres tienen una órbita retrógrada. Ambas características, iguales a las de Tritón, hacen suponer que su origen también fue el de objetos del Cinturón de Kuiper capturados por la gravedad de Neptuno.
El 16 de julio de 2013 se anunció el descubrimiento de la luna número 14, nombrada provisionalmente «S/2004 N 1» ahora conocida como Hipocampo.
En 2021, Scott S. Sheppard y sus colegas utilizaron el telescopio Subaru en Mauna Kea, Hawái, y descubrieron dos lunas irregulares más de Neptuno, que se anunciaron en 2024. Estas dos lunas se denominan provisionalmente S/2021 N 1 y S/2002 N 5.

### Tritón

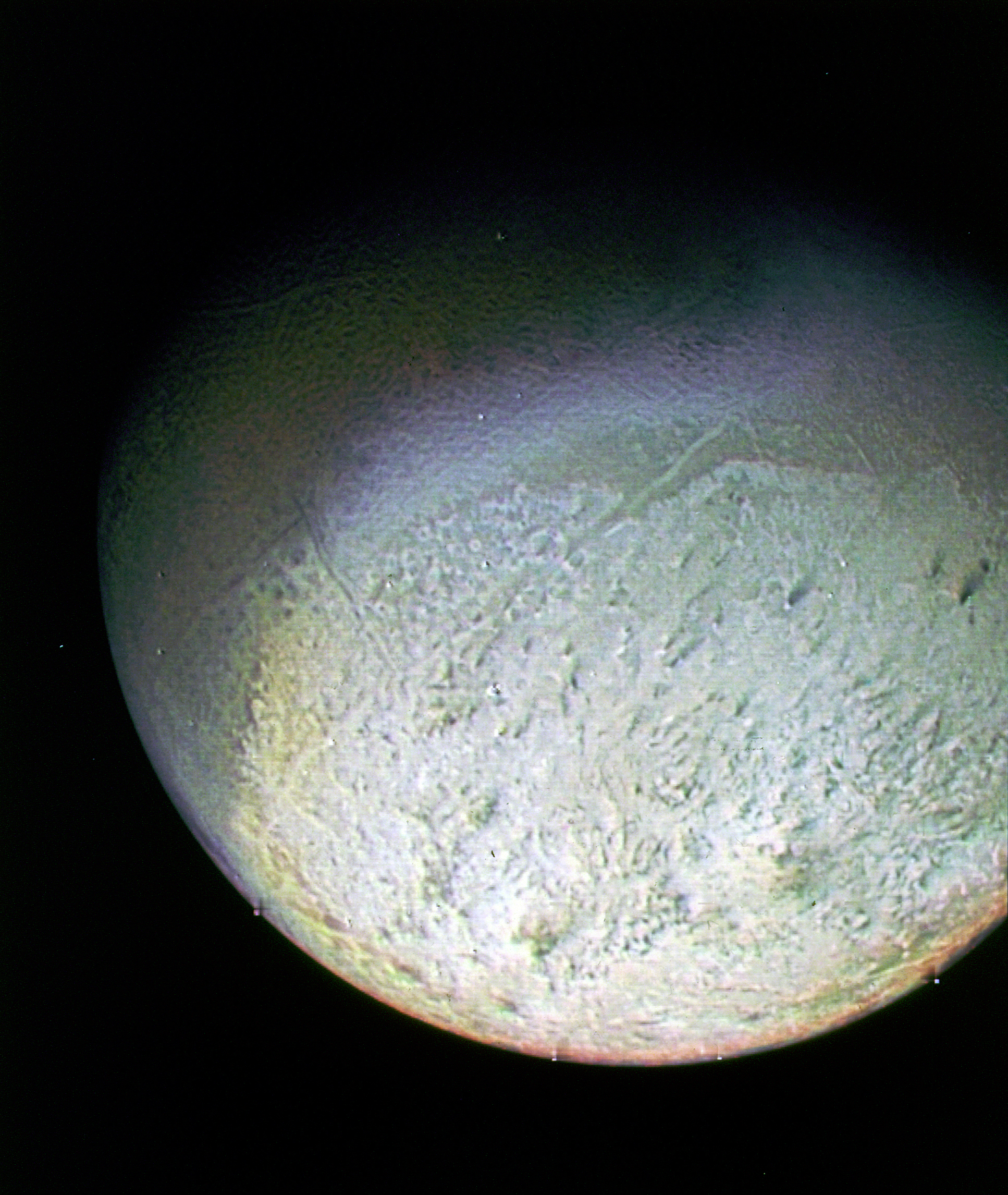
Tritón es una luna geológicamente activa, lo que originó una superficie compleja y reciente.

Es el satélite más grande de Neptuno, y el más frío del sistema solar que haya sido observado por una Sonda (−235 °C). La capa Polar de Tritón tiene géiseres que arrojan nieve de nitrógeno.
Fue descubierto por William Lassell el 10 de octubre de 1846, y debe su nombre al dios Tritón de la mitología griega. Tiene un diámetro de 2707 km, lo cual lo convierte en el satélite más grande de Neptuno y el séptimo del sistema solar, además de ser la única luna de gran tamaño que posee una órbita retrógrada, es decir, una órbita cuya dirección es contraria a la rotación del planeta. A causa de esta órbita retrógrada y a su composición, similar a la de Plutón, se considera que Tritón fue capturado del Cinturón de Kuiper por la fuerza gravitacional de Neptuno.
Tritón se compone de una corteza de nitrógeno congelado sobre un manto de hielo el cual se cree cubre un núcleo sólido de roca y metal. Es de los pocos satélites del sistema solar del que se conoce que es geológicamente activo. Debido a esta actividad, su superficie es relativamente joven, y revela una compleja historia geológica a partir de misteriosos e intrincados terrenos criovolcánicos y tectónicos. Tras el paso de la sonda espacial Voyager 2 por sus cercanías, unas enigmáticas imágenes revelaron lo que parecían ser géiseres de nitrógeno líquido emanados desde su superficie helada. Este descubrimiento cambió el concepto clásico de vulcanismo ya que, hasta entonces, se suponía que los cuerpos gélidos no deberían estar geológicamente activos.
Tritón posee una tenue atmósfera de nitrógeno con pequeñas cantidades de metano. La sonda Voyager 2 consiguió observar una fina capa de nubes que se forman en los polos y están compuestas por hielo de nitrógeno; existe también niebla fotoquímica hasta una altura de 30 km que está compuesta por varios hidrocarburos, semejantes a los encontrados en Titán.
La temperatura en la superficie es de −235 °C, aun más baja que la temperatura media de Plutón (cerca de −229 °C); de hecho es la temperatura más baja jamás medida en el sistema solar.

## Anillos de Neptuno

Esquema de los anillos de Neptuno. Las líneas continuas representan los anillos, y las discontinuas órbitas de satélites.

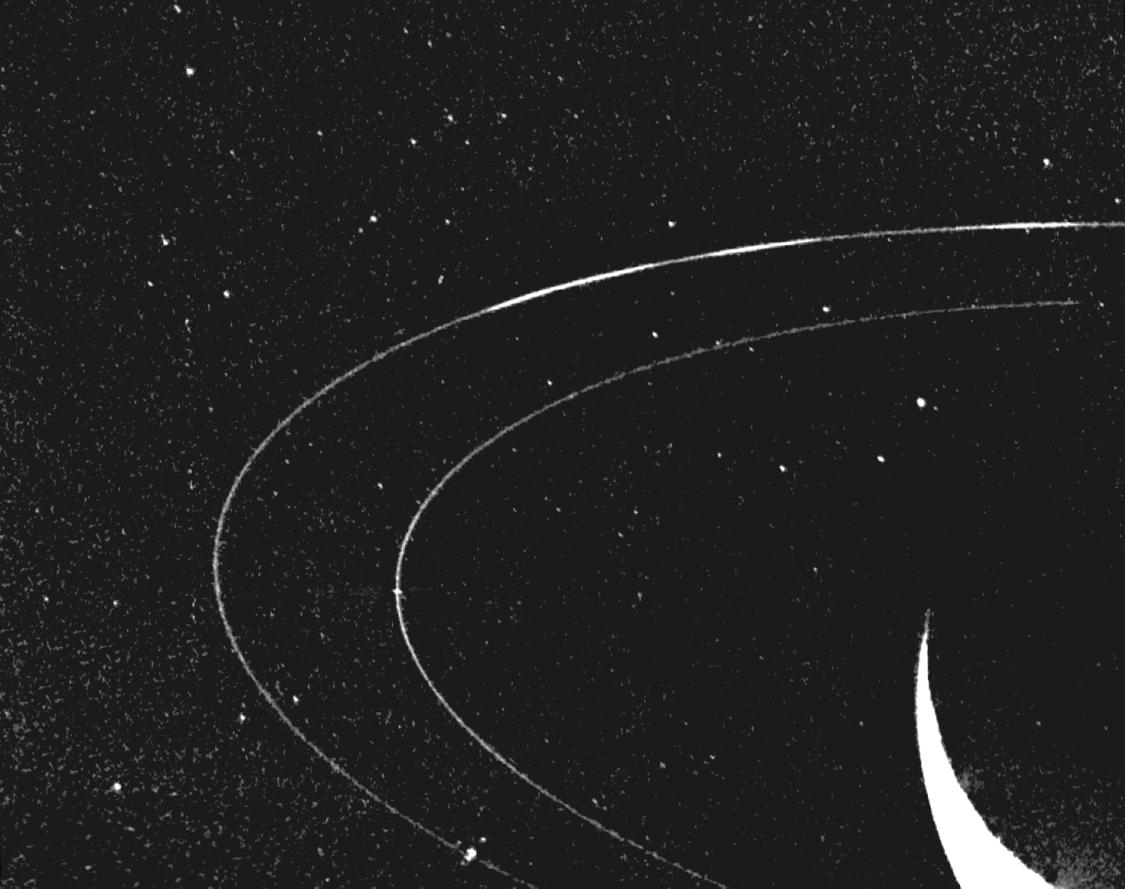
Los arcos del anillo Adams: de izquierda a derecha, Fraternidad, Igualdad, Libertad, más el anillo Le Verrier hacia el interior

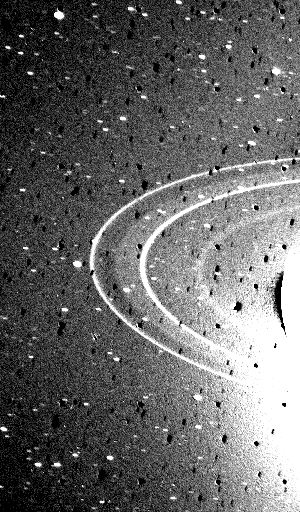
Imagen tomada con una sobreexposición de 591 segundos para resaltar los anillos más débiles

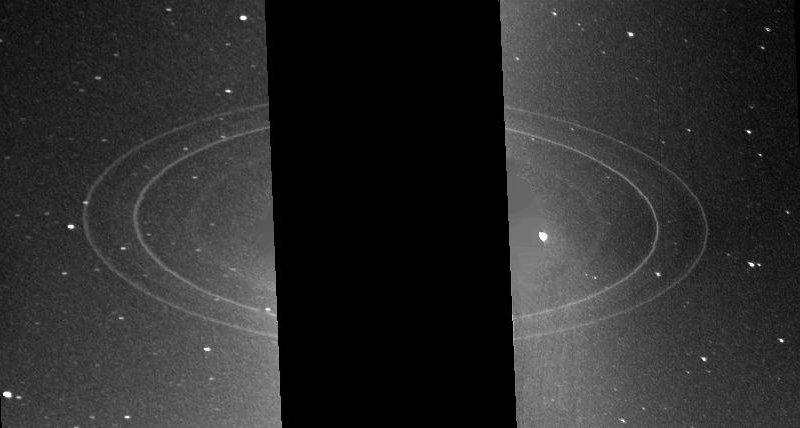
Imagen del sistema de anillos de Neptuno

Neptuno posee un sistema de anillos tenue, que guarda más semejanzas con el sistema de Júpiter que con los complejos anillos presentes en los planetas Urano y Saturno. Estos anillos están formados por partículas de hielo y silicatos además de compuestos orgánicos, producidos por la radiación de la magnetosfera, por lo que su color es muy oscuro. Los tres anillos principales son el estrecho y más exterior anillo Adams, a 63 000 km del centro de Neptuno, el anillo Le Verrier, a 53 000 km, y el anillo Galle, el más ancho de los tres, a 42 000 km. Además de estos definidos anillos existe una lámina de material extremadamente tenue que se extiende desde el anillo Le Verrier hasta el Galle y probablemente más al interior hacia Neptuno.
El primero de estos anillos fue descubierto en 1968, aunque el resultado de estas observaciones no fue publicado hasta 1977, cuando se detectaron los anillos de Urano. Pero fue la sonda espacial Voyager 2 la que confirmó la existencia de los anillos a su paso por Neptuno en 1989. Las imágenes tomadas por la Voyager 2 en 1989 mostraron asimismo un gran número de anillos delgados, desde el más externo, que contiene cinco prominentes arcos, llamados Coraje, Libertad, Igualdad 1, Igualdad 2 y Fraternidad. Estos arcos podrían formarse por la influencia gravitacional de Galatea, uno de los satélites de Neptuno.
Se piensa que los anillos de Neptuno, al igual que los de Urano, son relativamente jóvenes. Es probable que su edad sea significativamente menor que la del sistema solar. De igual modo, ambos están probablemente originados por la fragmentación y posterior colisión de los restos de uno o varios satélites interiores de Neptuno. Estos fragmentos actúan como fuentes de polvo y material de los anillos. A este respecto los anillos de Neptuno son similares a las bandas de polvo observadas por la Voyager 2 entre los anillos principales de Urano.
Las últimas observaciones realizadas desde la Tierra evidencian que los anillos de Neptuno son mucho más inestables de lo que se creía, algunas partes se han deteriorado dramáticamente. Entre 2002 y 2003, Imke de Pater de la Universidad de California, Berkeley, y sus colegas utilizaron el telescopio Keck de 10 metros de Hawái para volver a mirar al anillo. Han analizado ya las imágenes y han encontrado que todos los arcos parecen haber sufrido una desintegración, mientras que uno en especial, llamado Libertad, se ha desvanecido considerablemente desde las observaciones de la Voyager. Si esta tendencia continua, Libertad habrá desaparecido dentro de 100 años.
Los resultados sugieren que sea lo que sea que está causando el deterioro de los arcos, está actuando más rápido que cualquier mecanismo que pudiera regenerarlos, ya que el sistema parece no estar en equilibrio.

## Observación
Este planeta requiere algo de búsqueda. Para localizarlo hay que valerse de cartas de ubicación específicas o de software capaz de mostrar a Neptuno junto con el fondo de estrellas. Puede encontrarse con binoculares si se sabe dónde buscar. Al igual que Júpiter y Saturno se trata de un planeta gaseoso, pero al estar mucho más alejado del Sol y de la Tierra su brillo no es muy alto y sus características atmosféricas no son apreciables con telescopios de aficionado.
La mejor época para observar Neptuno es en las proximidades de la oposición. No obstante, puede observarse con mayor o menor dificultad desde unos meses antes hasta unos meses después. Para saber si es visible o no en un momento determinado, puede utilizarse un planisferio para determinar si la constelación de Capricornio se halla sobre el horizonte.
Finalmente, cabe destacar que, debido a la posición de Neptuno con respecto a la Tierra, los observadores del hemisferio Sur están favorecidos, ya que en el Norte el planeta está muy bajo sobre el horizonte.

### Cómo localizarlo
Neptuno es invisible a simple vista, y su tamaño aparente es tan pequeño que si se observa con pocos aumentos —lo cual es necesario cuando se está buscando un objeto— es tan diminuto que parece una estrella. Por este motivo, para poder localizarlo es necesario el uso de uno de los dos métodos que se han descrito en la sección de cielo profundo:
- Mediante el empleo de círculos graduados: en este caso es necesario conocer cuáles son las coordenadas de Neptuno en el momento de la observación. Para ello se han de consultar las efemérides, preferiblemente mediante la utilización de un programa informático.
- Mediante el uso de mapas de localización. Por lo general aparecen publicados en las revistas. Con el fin de que tengan validez para un intervalo de tiempo relativamente elevado se dibuja la línea que va siguiendo al realizar su órbita, y sobre ella se hacen marcas en las posiciones que ocupa cada pocos días (por ejemplo, cada dos semanas).